# Blastophaga nipponica
Blastophaga nipponica is een vliesvleugelig insect uit de familie vijgenwespen (Agaonidae). De wetenschappelijke naam is voor het eerst geldig gepubliceerd in 1922 door Grandi.